# Pape Diop
Ne doit pas être confondu avec Pape Malick Diop.
Pape Diop né en 1954 à Kaolack est un chef d'entreprise et homme politique sénégalais, ancien maire de Dakar, ancien député et président de l'Assemblée nationale du Sénégal, et président du Sénat de 2007 à 2012.

## Biographie
Pape Diop est né à Dakar, selon d'autres sources en 1954. Il est d'origine lébou, une filiation qu'il revendique volontiers. Homme d'affaires, il fonde en 1978, la Soumex (Soumbédioune Export), entreprise d'exportation de produits halieutiques.
Après l'élection du Président Abdoulaye Wade en 2000, il parvient à gagner la ville de Dakar à Mamadou Diop lors des municipales de 2002.
Successeur de l'éphémère Youssou Diagne, il préside l'Assemblée nationale de 2002 à 2007, Macky Sall lui succède le 20 juin 2007.
Le 3 octobre, Pape Diop est élu président du Sénat — nouvellement rétabli —, en obtenant 99 voix sur 100 sénateurs.
En 2009, le socialiste Khalifa Sall lui ravit la mairie de Dakar. 
Proche d'Abdoulaye Wade, membre du Parti démocratique sénégalais (PDS) depuis sa création en 1974, il prend la présidence d'un nouveau parti : la convergence démocratique Bokk Gis Gis en novembre 2012.